# 수전 잭스
수전 잭스(Susan Jacks, 1948년 8월 19일~2022년 4월 25일)는 캐나다의 여성 가수 및 작사가 겸 작곡가다.
캐나다 서스캐처원주 새스커툰에서 출생하였고, 브리티시컬럼비아주 빅토리아에서 성장하였다.
1969년 프로젝트 포크 록 음악 밴드 "파피 패밀리(Poppy Family)"의 보컬리스트로 데뷔하였고 이후 1975년 솔로 가수로 데뷔하였다. 대한민국에는 《Evergreen》이라는 모던 포크 블루스 팝 노래 작품의 오리지널 원곡 가수로 알려져 있다.
2022년 4월 25일, 브리티시컬럼비아주 서리에서 지병인 신장 질환과 관련된 질병으로 인해 사망하였다.

## 디스코그래피

### 음반
| 연도 | 음반                                          | CAN |
| ---- | --------------------------------------------- | --- |
| 1973 | I Thought of You Again...                     | —   |
| 1975 | Dream                                         | 93  |
| 1976 | The World of Susan Jacks and the Poppy Family | —   |
| 1980 | Ghosts                                        | —   |
| 1982 | Forever                                       | —   |